# Germain Lacasse
Germain Lacasse, né en 1950, est un historien et théoricien du cinéma d'origine québécoise. Spécialisé dans l'étude du cinéma des premiers temps et du cinéma québécois, il est professeur agrégé à l'Université de Montréal. Membre du Grafics et du CRI, il est l'un des spécialistes mondiaux du bonimenteur-conférencier et du cinéma oral.

## Honneurs
- 2002 - Prix Raymond-Klibansky, pour sa thèse d'Histoire Le bonimenteur de vues animées: Le cinéma " muet " entre tradition et modernité